# Sœurs du Christ Rédempteur
Les Sœurs du Christ Rédempteur appelées aussi Sœurs de Rillé sont une congrégation religieuse féminine enseignante et hospitalière de droit diocésain. 

## Histoire
En 1827, Anne Boivent (1787-1865), qui est institutrice à Laignelet, confie au Père Le Taillandier (1788-1870) qu'elle a eu une parole intérieure du Christ se plaignant que l'on aime sa miséricorde mais pas sa justice. Ils ont alors l’idée de créer une société consacrée à l’adoration de la justice divine. Des jeunes filles se rassemblent autour d'Anne. Un premier règlement est approuvé le 25 janvier 1831 par Claude-Louis de Lesquen, évêque de Rennes. Anne devient Mère Marie-Thérèse de la Croix le 22 mai suivant. La congrégation prend le nom de Sœurs Adoratrices de la Justice de Dieu. Le but de l'institut est de s'unir et de s'offrir perpétuellement en sacrifice au Sacré-Cœur de Jésus pour faire fléchir la justice divine.
En 1833, Mère Marie-Thérèse et deux autres sœurs s’installent à Fougères dans l’ancienne abbaye du XIe siècle des chanoines réguliers de Rillé, ce qui fait que les religieuses seront souvent appelées sœurs de Rillé. Le Père Le Taillandier voulait d'abord un institut contemplatif mais la congrégation prend rapidement une dimension hospitalière puis enseignante ; un hospice est créé en 1833 puis une œuvre pour les sourds-muets en 1846, ainsi qu'un pensionnat et un orphelinat. Elles essaiment très rapidement dans les campagnes, surtout aux environs de Fougères et Vitréoù les sœurs tiennent les écoles et prennent soin des malades. L'institut est civilement reconnu par décret impérial du 1er février 1853. Lors de la loi sur les expulsion de congrégations, les sœurs s'exilent aux Pays-Bas. En 1968, la congrégation change de nom pour celui du Christ Rédempteur.

## Fusion
Une congrégation a fusionné avec les sœurs de Rillé :
- 1999 : Les Filles du Cœur Immaculé de Marie, Servantes des Pauvres[9]fondées comme association de charité en 1683 à Vitré par deux jeunes filles de Rennes, Élisabeth et Olive Morel du Verger, dans le but d'accueillir les incurables dont les hôpitaux ne veulent plus. L'œuvre survit à la Révolution. L'association est érigée en congrégation de droit diocésain en 1842 grâce à Anne-Marie Feidel, demoiselle des Incurables. La congrégation s'agrège aux sœurs de Rillé en 1973[10]puis fusionne avec les sœurs du Christ Rédempteur en 1999[7].

## Activité et diffusion
Les Sœurs se dédient à l'enseignement, au soin des malades, des personnes âgées, et des personnes handicapées.
Elles sont présentes en France, aux Pays-Bas, au Burkina Faso, en République Démocratique du Congo.